# Trofeo Santiago Bernabéu 2016
El Trofeo Santiago Bernabéu 2016 fue la XXXVII edición del torneo organizado por el Real Madrid. Fue disputado en el Estadio Santiago Bernabéu. 
El partido se jugó el día 16 de agosto de 2016. El encuentro en esta ocasión tuvo el atractivo de homenajear la primera Copa de Europa conseguida por los madridistas en el 60 aniversario de aquella final (4-3).

## El Partido
| 13    | Guardameta     | Kiko Casilla    | 62' |
| 12    | Defensa        | Marcelo Vieira  | 45' |
| 4     | Defensa        | Sergio Ramos    | 45' |
| 6     | Defensa        | Nacho Fernández | 72' |
| 23    | Defensa        | Danilo da Silva | 62' |
| 10    | Centrocampista | James Rodríguez | 65' |
| 8     | Centrocampista | Toni Kroos      | 62' |
| 19    | Centrocampista | Luka Modrić     | 62' |
| 20    | Delantero      | Marco Asensio   | 45' |
| 21    | Delantero      | Álvaro Morata   | 45' |
| 11    | Delantero      | Gareth Bale     | 62' |
| D. T. | D. T.          | Zinedine Zidane |     |

| 1     | Guardameta     | Johann Carrasso     |  |
| 20    | Defensa        | Samuel Bouhours     |  |
| 25    | Defensa        | Anthony Weber       |  |
| 23    | Defensa        | Julian Jeanvier     |  |
| 27    | Defensa        | Hamari Traoré       |  |
| 11    | Centrocampista | Diego Rigonato      |  |
| 8     | Centrocampista | Danilson da Cruz    |  |
| 21    | Centrocampista | Hugo Rodriguez      |  |
| 12    | Centrocampista | Pablo Chavarría     |  |
| 14    | Delantero      | Grégory Berthier    |  |
| 9     | Delantero      | Ibrahima Baldé      |  |
| D. T. | D. T.          | Michel Der Zakarian |  |

| 11' · 39' · 45' · 60' · 80' | Nacho Fernandez Sergio Ramos Álvaro Morata James Rodríguez Mariano Díaz Mejía | 1:1 2:1 3:1 4:2 5:3 |

| 7' · 48' · 72' | Pablo Chavarría Rémi Oudin Grejohn Kyei | 0:1 3:2 4:3 |

| Principal | Carlos del Cerro Grande |

|  |                    |       |       |
|  | Tiros              | 26    | 9     |
|  | Tiros a puerta     | 14    | 5     |
|  | Faltas             | 6     | 14    |
|  | Saques de esquina  | 10    | 1     |
|  | Fueras de juego    | 5     | 2     |
|  | Posesión del balón | 69.1% | 30.9% |

| 13    | Guardameta     | Kiko Casilla    | 62' |
| 12    | Defensa        | Marcelo Vieira  | 45' |
| 4     | Defensa        | Sergio Ramos    | 45' |
| 6     | Defensa        | Nacho Fernández | 72' |
| 23    | Defensa        | Danilo da Silva | 62' |
| 10    | Centrocampista | James Rodríguez | 65' |
| 8     | Centrocampista | Toni Kroos      | 62' |
| 19    | Centrocampista | Luka Modrić     | 62' |
| 20    | Delantero      | Marco Asensio   | 45' |
| 21    | Delantero      | Álvaro Morata   | 45' |
| 11    | Delantero      | Gareth Bale     | 62' |
| D. T. | D. T.          | Zinedine Zidane |     |

| 1     | Guardameta     | Johann Carrasso     |  |
| 20    | Defensa        | Samuel Bouhours     |  |
| 25    | Defensa        | Anthony Weber       |  |
| 23    | Defensa        | Julian Jeanvier     |  |
| 27    | Defensa        | Hamari Traoré       |  |
| 11    | Centrocampista | Diego Rigonato      |  |
| 8     | Centrocampista | Danilson da Cruz    |  |
| 21    | Centrocampista | Hugo Rodriguez      |  |
| 12    | Centrocampista | Pablo Chavarría     |  |
| 14    | Delantero      | Grégory Berthier    |  |
| 9     | Delantero      | Ibrahima Baldé      |  |
| D. T. | D. T.          | Michel Der Zakarian |  |

| 11' · 39' · 45' · 60' · 80' | Nacho Fernandez Sergio Ramos Álvaro Morata James Rodríguez Mariano Díaz Mejía | 1:1 2:1 3:1 4:2 5:3 |

| 7' · 48' · 72' | Pablo Chavarría Rémi Oudin Grejohn Kyei | 0:1 3:2 4:3 |

| Principal | Carlos del Cerro Grande |

|  |                    |       |       |
|  | Tiros              | 26    | 9     |
|  | Tiros a puerta     | 14    | 5     |
|  | Faltas             | 6     | 14    |
|  | Saques de esquina  | 10    | 1     |
|  | Fueras de juego    | 5     | 2     |
|  | Posesión del balón | 69.1% | 30.9% |

| 13    | Guardameta     | Kiko Casilla    | 62' |
| 12    | Defensa        | Marcelo Vieira  | 45' |
| 4     | Defensa        | Sergio Ramos    | 45' |
| 6     | Defensa        | Nacho Fernández | 72' |
| 23    | Defensa        | Danilo da Silva | 62' |
| 10    | Centrocampista | James Rodríguez | 65' |
| 8     | Centrocampista | Toni Kroos      | 62' |
| 19    | Centrocampista | Luka Modrić     | 62' |
| 20    | Delantero      | Marco Asensio   | 45' |
| 21    | Delantero      | Álvaro Morata   | 45' |
| 11    | Delantero      | Gareth Bale     | 62' |
| D. T. | D. T.          | Zinedine Zidane |     |

| 1     | Guardameta     | Johann Carrasso     |  |
| 20    | Defensa        | Samuel Bouhours     |  |
| 25    | Defensa        | Anthony Weber       |  |
| 23    | Defensa        | Julian Jeanvier     |  |
| 27    | Defensa        | Hamari Traoré       |  |
| 11    | Centrocampista | Diego Rigonato      |  |
| 8     | Centrocampista | Danilson da Cruz    |  |
| 21    | Centrocampista | Hugo Rodriguez      |  |
| 12    | Centrocampista | Pablo Chavarría     |  |
| 14    | Delantero      | Grégory Berthier    |  |
| 9     | Delantero      | Ibrahima Baldé      |  |
| D. T. | D. T.          | Michel Der Zakarian |  |

| 11' · 39' · 45' · 60' · 80' | Nacho Fernandez Sergio Ramos Álvaro Morata James Rodríguez Mariano Díaz Mejía | 1:1 2:1 3:1 4:2 5:3 |

| 7' · 48' · 72' | Pablo Chavarría Rémi Oudin Grejohn Kyei | 0:1 3:2 4:3 |

| Principal | Carlos del Cerro Grande |

|  |                    |       |       |
|  | Tiros              | 26    | 9     |
|  | Tiros a puerta     | 14    | 5     |
|  | Faltas             | 6     | 14    |
|  | Saques de esquina  | 10    | 1     |
|  | Fueras de juego    | 5     | 2     |
|  | Posesión del balón | 69.1% | 30.9% |

| 13    | Guardameta     | Kiko Casilla    | 62' |
| 12    | Defensa        | Marcelo Vieira  | 45' |
| 4     | Defensa        | Sergio Ramos    | 45' |
| 6     | Defensa        | Nacho Fernández | 72' |
| 23    | Defensa        | Danilo da Silva | 62' |
| 10    | Centrocampista | James Rodríguez | 65' |
| 8     | Centrocampista | Toni Kroos      | 62' |
| 19    | Centrocampista | Luka Modrić     | 62' |
| 20    | Delantero      | Marco Asensio   | 45' |
| 21    | Delantero      | Álvaro Morata   | 45' |
| 11    | Delantero      | Gareth Bale     | 62' |
| D. T. | D. T.          | Zinedine Zidane |     |

| 1     | Guardameta     | Johann Carrasso     |  |
| 20    | Defensa        | Samuel Bouhours     |  |
| 25    | Defensa        | Anthony Weber       |  |
| 23    | Defensa        | Julian Jeanvier     |  |
| 27    | Defensa        | Hamari Traoré       |  |
| 11    | Centrocampista | Diego Rigonato      |  |
| 8     | Centrocampista | Danilson da Cruz    |  |
| 21    | Centrocampista | Hugo Rodriguez      |  |
| 12    | Centrocampista | Pablo Chavarría     |  |
| 14    | Delantero      | Grégory Berthier    |  |
| 9     | Delantero      | Ibrahima Baldé      |  |
| D. T. | D. T.          | Michel Der Zakarian |  |

| 11' · 39' · 45' · 60' · 80' | Nacho Fernandez Sergio Ramos Álvaro Morata James Rodríguez Mariano Díaz Mejía | 1:1 2:1 3:1 4:2 5:3 |

| 7' · 48' · 72' | Pablo Chavarría Rémi Oudin Grejohn Kyei | 0:1 3:2 4:3 |

| Principal | Carlos del Cerro Grande |

|  |                    |       |       |
|  | Tiros              | 26    | 9     |
|  | Tiros a puerta     | 14    | 5     |
|  | Faltas             | 6     | 14    |
|  | Saques de esquina  | 10    | 1     |
|  | Fueras de juego    | 5     | 2     |
|  | Posesión del balón | 69.1% | 30.9% |

| Bandera de España               |
| Campeón Real Madrid 26.o título |

- Datos: Q28662577